# Usun Yoon
Usun Yoon (en hangul, 윤우선; romanización revisada, Yun Useon; McCune-Reischauer, Yun Usŏn) (Busán, 19 de junio de 1977) es una actriz, modelo, reportera y presentadora de televisión surcoreana conocida por haber trabajado en El Intermedio.

## Biografía

### Formación académica
Estudió Ciencia Política, Relaciones Internacionales y Lingüística en la Universidad de Estudios Extranjeros de Busán entre 1994 y 1996. Continuó con estudios de Política Exterior en Toronto (Canadá) durante 1996 y 1998.
Dejó sus estudios universitarios y se decidió por la interpretación. Trabajó en la compañía teatral La Barraca en Madrid y fue en España donde se formó entre 2002 y 2004.

### Trayectoria profesional
Tras intervenir en varios anuncios publicitarios tanto en cine y televisión, además de participar en videoclips de Alejandro Sanz y The Corrs, Yoon hizo su primera aparición cinematográfica en Mala uva (2004) de Javier Domingo. Ese mismo año se estrenó Inconscientes, de Joaquín Oristrell, y Cosas que hacen que la vida valga la pena de Manuel Gómez Pereira. Sus últimos trabajos en el cine fueron la tercera entrega de la saga Torrente (2005) y Hotel Tívoli (2005) de Antón Reixa. Además, ha protagonizado el corto Un corte a su medida (2004) de Aric Chetrit.

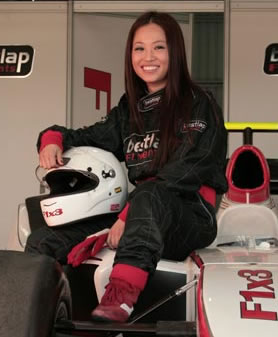
Usun Yoon en un monoplaza de F1

En televisión ha intervenido en series como Manolito Gafotas (2003), La sopa boba (2004), Lobos (2004) y Motivos personales (2005). En cuanto a programas, se dio a conocer en Punto y Medio (2003-2004) y Ratones Coloraos (2004-2006). En 2006 comenzó a trabajar como reportera y colaboradora de El intermedio junto al Gran Wyoming Además también ha sido invitada en varias ocasiones al programa Sé lo que hicisteis... de La Sexta.
En julio de 2009 protagonizó la miniserie de Telecinco Las estupendas y colaboró en la película Dieta mediterránea interpretando a Hoshi. En 2010 fue galardonada con el premio Protagonistas Utrera 2010, por promocionar esa ciudad.
En 2011 dio las Campanadas de fin de año en La Sexta, junto al Gran Wyoming. En 2013 se anuncia su abandono del programa El Intermedio para incorporarse a nuevos proyectos. En 2014 se traslada a Mediaset España para protagonizar la serie de Cuatro Gym Tony, donde interpreta a Shiroko Nuku Nuku y colabora en Hable con ellas de Telecinco.

## Filmografía

### Largometrajes
| Año  | Título                                    | Personaje  | Director              | Notas        |
| ---- | ----------------------------------------- | ---------- | --------------------- | ------------ |
| 2004 | Cosas que hacen que la vida valga la pena | Estudiante | Manuel Gómez Pereira  |              |
| 2004 | Inconscientes                             | Extra      | Joaquín Oristrell     |              |
| 2004 | Mala uva                                  | Extra      | Javier Domingo        |              |
| 2005 | Torrente 3: El protector                  | Masajista  | Santiago Segura       |              |
| 2007 | Hotel Tívoli                              | Matsubara  | Antón Reixa           |              |
| 2007 | La luna en botella                        | Michelle   | Grojo                 |              |
| 2008 | Vlog                                      | Chica      | Valerio Boserman      | Cortometraje |
| 2009 | Dieta mediterránea                        | Hoshi      | Joaquín Oristrell     |              |
| 2018 | Hacerse mayor y otros problemas           | Lina       | Clara Martínez-Lázaro |              |
| 2018 | Eventual o a la calle                     | Lin Dag    | Oscar Eguía Hernández | Cortometraje |

### Televisión
| Año         | Título                     | Rol               | Notas                                  |
| ----------- | -------------------------- | ----------------- | -------------------------------------- |
| 2003 - 2004 | Punto y Medio              | Ella misma        | Reportera                              |
| 2004        | Manolito Gafotas           | Dependienta       | 1 episodio                             |
| 2004 - 2006 | Ratones Coloraos           | Ella misma        | Reportera                              |
| 2005        | Lobos                      | Señora Li         | 1 episodio                             |
| 2005        | Motivos personales         | Maya              | 2 episodios                            |
| 2006        | Los simuladores            | Camarera          | 2 episodios                            |
| 2006        | Odiosas                    | Ella misma        | Reportera                              |
| 2006 - 2013 | El intermedio              | Ella misma        | Presentadora, colaboradora y reportera |
| 2008        | Lalola                     | Ushi Matsuri      | 2 episodios.                           |
| 2009        | Maitena: Estados alterados | Ella misma        | 1 episodio                             |
| 2009        | Las estupendas             | Paula             | Principal, 30 episodios                |
| 2010        | Mi querido Klikowsky       | Chica             | 1 episodio                             |
| 2011        | Sé lo que hicisteis...     | Ella misma        | Invitada                               |
| 2011        | El club de la comedia      | Ella misma        | Monologuista                           |
| 2011 - 2012 | Campanadas de fin de año   | Ella misma        | Presentadora                           |
| 2012        | Los Protegidos             | Asistenta         | 1 episodio                             |
| 2014        | Hable con ellas            | Ella misma        | Colaboradora                           |
| 2014 - 2015 | Gym Tony                   | Shiroko Nuku Nuku | Principal, 204 episodios               |
| 2017        | MasterChef Celebrity       | Ella misma        | Concursante                            |
| 2020        | Tu cara me suena           | Ella misma        | Invitada                               |
| 2020        | Zapeando                   | Ella misma        | Invitada                               |
| 2021 - 2023 | Supernormal                | Imelda            | Secundaria, 7 episodios                |

### Teatro
| Año         | Título      | Personaje | Notas            |
| ----------- | ----------- | --------- | ---------------- |
| 2010        | Celebración | Sonia     | Papel secundario |
| 2016 - 2017 | El jurado   | Usun      | Papel secundario |